# 马德里加尔德拉萨尔塔斯托雷斯
马德里加尔德拉萨尔塔斯托雷斯，是西班牙卡斯蒂利亚-莱昂阿维拉省的一个市镇。 总面积107km2, 总人口1916人（2001年），人口密度18人/km2。